# M100-as autóút (Magyarország)
Az M100-as autóút (korábbi, tervezési nevén R11-es gyorsút) egy tervezett gyorsforgalmi autóút, amelyet eredetileg Esztergom és az M1-es autópálya között jelöltek ki. 2018-ban az út nyomvonalát lerövidítették az M1-es autópálya Bicske térsége - Kesztölc M10-es autóút közé. Az Esztergomig tartó szakasza az M10-es autóút része lett. Az út megépítését saját költségvetésből finanszírozná a kormány, a Modern Városok Program keretén belül épülne meg. Tervezett nyomvonala hozzávetőleg a 102-es főút és 117-es főút mentén haladna.
Építését 2022-ben az ötödik Orbán-kormány elhalasztotta. 2024. augusztus végén ugyan Lázár János építési és közlekedési miniszter bejelentette az M100-as autóút megépítését az eredeti nyomvonalon, vagyis Esztergomtól az M1-es autópályáig kb. 32 km hosszúságban, de addig is, amíg el nem készül, 2025. január 1-jei kezdettel – ideiglenes jelleggel – főúti besorolást kapott 103-as útszámozással egy olyan útvonal, amit régóta meglévő mellékúti besorolású útszakaszok egyesítésével tűztek ki (a Szomor–Bajna–Tát nyomvonal mentén), a térségen áthaladó teherforgalom elosztásának javítása céljával.

## Története

### Létesítésének előzményei
A magyar kormány és a Magyar Suzuki Zrt. 2012. november 21-én kötött stratégiai megállapodást, s ennek aláírási ünnepségén Orbán Viktor hivatalban lévő miniszterelnök maga jelentette be az Esztergomot és az M1-es autópályát összekötő új autóút megépítését.

#### Előkészítés
A 102-es főút forgalmi terhelése – elsősorban az esztergomi Suzuki-gyár állandóvá vált teherforgalma miatt – már a 2010-es évek elejére jelentősen megnőtt. Az út mentén fekvő településeken (Tinnye, Perbál, Tök, Zsámbék) évek óta problémát jelent a jelentős mértékű teherautó-forgalom, a kamionok keltette rezgés és zajterhelés. A kormány nagyrészt erre tekintettel hozta meg az a 2015 novemberi határozatát, ami alapján egy új, akkori számozás szerint R11-es számú gyorsút válthatta volna ki a 102-es főutat. Az új út az akkori tervek szerint 2019-re készült volna el Esztergom és az M1-es autópálya között, építése pedig az eredeti tervek szerint 579 milliárd forintos keretösszegből, 2016-ban kezdődött volna. A fejlesztésről szóló határozat 2015. december 2-án, szerdán jelent meg a Magyar Közlönyben.

#### Nyomvonal
Az út nyomvonalát illetően több lehetőség is felmerült, a két fő alternatíva közül az egyik kelet felől, a másik nyugatról, a Nyakas-hegyen túl haladva kerülné el a Zsámbéki-medence településeit. Az eltérő lehetőségek közül a szakemberek és az érintett települések többsége is a keleti elkerülő nyomvonalat támogatta, ennek ellenére Lázár János 2016. október 13-án azt jelentette be, hogy a nyugati változat győzött, azt fogják megvalósítani. A nyugatabbra eső nyomvonalat civil szervezetek támogatták.

#### Tervezés

##### M1-es autópálya - Esztergom-Kertváros szakasz
Az Esztergomot az M1-es autópályával összekötő gyorsút tervezésére vonatkozó nyílt tender felhívás 2017. június 27-én jelent meg a Közbeszerzési Értesítőben. A feladatkiírás tartalmazza a 32 kilométer hosszú, 2 × 2 forgalmi sávos gyorsút megvalósíthatósági tanulmányának, környezetvédelmi hatástanulmányának, valamint az engedélyezési és kiviteli tervének az elkészítését. 2019. február 21-én megkapta a környezetvédelmi engedélyt. Nem kapott viszont környezetvédelmi engedélyt az M100 és Tinnye és Piliscsaba közötti elkerülő út második szakasza a 10-es főúti visszakötés. Az új út nyomvonala az M1-es autópálya Bicske és Mány közti szakaszától indul, ahol új autópálya csomópont épül. Ezután Zsámbékot, Tököt, Perbált és Tinnyét nyugatról elkerülve halad tovább a 117-es főútig. Az új autóút részét fogja képezni a már meglévő 117-es főút is, amelyet a tervek szerint 2 × 2 sávra bővítenek, illetve Kesztölc térségében ívkorrekciót hajtanak végre. Az M100-as pontos végponti kialakítása a tervezés során fog eldőlni; figyelembe véve a későbbiekben esetlegesen megvalósuló új esztergomi Duna-híd helyét és a meglévő Esztergom-Párkány (Stúrovo) teherkomp megközelítését. Erre a hozzávetőleg 4 km-es szakaszra vonatkozóan a tervezőnek környezetvédelmi engedélyt kell szereznie. A tervdokumentációnak ezzel együtt be kell mutatnia a távlati M10 számú gyorsforgalmi útnak e gyorsúthoz történő csatlakozási lehetőségét is. Az M100-as külön szintben fogja keresztezi a 10-es főutat és a Budapest–Esztergom-vasútvonalat. A tervezés várható időtartama 19 hónap.
2018 januárjában jelent meg a TED-n (Tenders Electronic Daily, az Európai Unió felülete), hogy az új út tervezésére kiírt pályázatot a Constreal Mérnöki Iroda Kft. nyerte, 1,89 milliárd forint értékben.
A  2018. évi CXXXIX. törvény a korábbi R11-es gyorsút helyett az M100-as gyorsforgalmi út megnevezést adta az útvonalnak és az M1-es autópálya és M10-es autóút közötti jelölte ki nyomvonalát, míg a Kesztölc-Esztergom szakasz az M10-es autóút része lett.

##### Esztergom-Kertváros - Új Duna-híd (Esztergom-Párkány) szakasz
A 2017-ben kiírt gyorsút tervezésére vonatkozó nyílt tender felhívás nem tartalmazta az M100 részletes továbbtervezését és az új Duna-híd megtervezését sem. Erre a szakaszra előzetes nyomvonal vizsgálat készült. A 32+370 km szelvénytől indulóan mintegy ~8–9 km-es szakasz nyomvonalának engedélyezése a jövőben szükséges az országhatárig. Párkány hatályos településrendezési terve alapján a tervezett gyorsforgalmi út a határ szlovák oldalán a papírgyártól keletre, a már megépült 63-as főút elkerülőjéhez tud csatlakozni annak bővítésével.

#### Kivitelezés
2021. augusztus 30-án közbeszerzési eljárást hirdettek a kivitelező kiválasztására. A gyorsforgalmi út két szakaszra bontva épül meg, az első szakasz az 1-es főút − M1 autópálya − Únyi csomópont közötti 16,9 km-es autóút, a második szakasz a 15,4 km-es pálya az Únyi csomóponttól Esztergomig. A forrás rendelkezésre állás esetén 2022 elején kezdődhetnek meg a kivitelezési munkák.
Az Elektronikus Közbeszerzési Rendszerben megjelent összegzés szerint
- az M1-es autópályától az únyi csomópontig tartó szakaszt a Strabag Építő Kft. építheti meg 125 milliárd forintért (előreláthatólag 2024-ben készülne el)
- az únyi csomóponttól Esztergomig taró szakaszt a Dömper Kft., a Subterra-Raab Kft. és a Pannon-Doprastav Kft. konzorciuma építheti meg 220 milliárd forintért (előreláthatólag 2028-ban készülne el).[18]

### Aggályok a kivitelezés körül
- Mivel az M100-as autóút megépítését korábban intenzíven támogató Völner Pál korrupciós botrányba keveredett, így tartani lehet attól, hogy a nevéhez kapcsolódó kifizetéseket felfüggesztik.[19]
- A megelőző  ásatások során jelentős régészeti leleteket találtak a leendő autóút nyomvonalán.[20][21]
- A kormány 2022. június 4-én felülvizsgálat céljából felfüggesztette azokat az állami beruházásokat, amelyek még nem állnak kivitelezés alatt.[22]
- A kormány nem teljesítette a konzorcium (Dömper Kft., Subterra-Raab Kft. Pannon-Doprastav Kft.) felé a szerződésben vállalt 2022. június 16-i határidőt. A szerződést június 16-án módosították, a konzorcium további 6 hónapos türelmi időt vállalt.[23]

### A fejlesztés elhalasztása
A DK-s Vadai Ágnes kérdésére 2022. szeptember 19-én a Lázár János építési és beruházási miniszter megbízásából Csepreghy Nándor miniszterhelyettes által közzétett listából derült ki, hogy a kormány az autóút építését elhalasztotta.

### A fejlesztés újraindítása
2024. augusztus 28-án Lázár János egy Facebook-posztban jelentette be, hogy az érintett térségek országgyűlési képviselőivel az M100-as projekt részleteit nézik át. Később Menczer Tamás, Budaörs parlamenti képviselője azt nyilatkozta, hogy „Miniszter úr ígéretet tett arra, hogy az M100-as autóút – amely már építési engedéllyel rendelkezik – kivitelezésére még az idén feltételes közbeszerzési eljárást írnak ki.”.
Vitézy Dávid Lázár posztjára reagálva az M100 megvalósítása ellen foglalt állást, arra utalva, hogy az általa 500 milliárdra becsült kivitelezési költséget inkább a vasút fejlesztésére kellene fordítani.
Az 1398/2024 (XII.16.) kormányhatározat 6 milliárd forintot különít el a 2025-ös költségvetésben különböző koncessziós szerződésekben vállalt állami feladatokra, amelyekből az egyik az M100-as gyorsforgalmi út 103. számú főúti csomópontjának (M1 - M100 bicskei találkozása) megvalósításához területszerzési feladatok.